# Mantidactylus delormei
Mantidactylus mocquardi
Espèce
Statut de conservation UICN

 LC  : Préoccupation mineure
Mantidactylus delormei est une espèce d'amphibiens de la famille des Mantellidae.

## Répartition
Cette espèce est endémique de Madagascar. Elle se rencontre de 1 300 à 1 800 m d'altitude dans le massif d'Andringitra et le parc national de Ranomafana.

## Description
Mantidactylus delormei mesure environ 39 mm. Son dos est généralement brun uniforme avec une ligne médiane sombre. Son ventre est d'une teinte plus jaunâtre.

## Publication originale
- Angel, 1938 : Sur quelques Amphibiens de Madagascar ; description d'un Mantidactylus nouveau. Bulletin du Muséum National d'Histoire Naturelle, sér. 2, vol. 10, p. 488-490.